# Акчашур
Акчашу́р (рос. Акчашур) — присілок в Кезькому районі Удмуртії, Росія.
Населення — 1 особа (2010; 2 в 2002).
Національний склад станом на 2002 рік:
- удмурти — 100 %